# Cristianismo en Kazajistán
El cristianismo es la segunda religión más grande de Kazajistán después del Islam. Según el censo de 2009, en Kazajistán hay aproximadamente 4.2 millones de cristianos, que representan el 26% de la población del país.
La mayoría de los ciudadanos cristianos son rusos, ucranianos y bielorrusos, que pertenecen a la Iglesia ortodoxa kazaja que está bajo el patriarcado de Moscú. Aproximadamente el 1.5% de la población es de etnia alemana, la mayoría de la cual sigue a la Iglesia católica o luterana. También hay muchos presbiterianos, testigos de Jehová, adventistas del séptimo día y pentecostales. Metodistas, menonitas y mormones también han registrado iglesias con el gobierno.

## Demografía
Según el censo de 2009, en Kazajistán había 4 214 232 cristianos. Su pertenencia étnica es la siguiente:
- Rusos - 3 476 748 (91,6% de la etnia rusa)
- Ucranianos - 302 199 (90,7% de los ucranianos)
- Alemanes - 145 556 (81,6%)
- Bielorrusos - 59 936 (90,2%)
- Coreanos - 49 543 (49,4%)
- Kazajos - 39 172 (0,4%)
- Polacos - 30 675 (90,1%)
- Tártaros - 20 913 (10,2%)
- Azeríes - 2 139 (2,5%)
- Uzbekos - 1794 (0,4%)
- Uigures - 1142 (0,5%)
- Chechenos - 940 (3,0%)
- Tayikos - 331 (0,9%)
- Turcos - 290 (0,3%)
- kirguís - 206 (0,9%)
- Kurdos - 203 (0,5%)
- Dunganos - 191 (0,4%)
- Otras minorías - 82 254 (52,3%)

## Ortodoxia

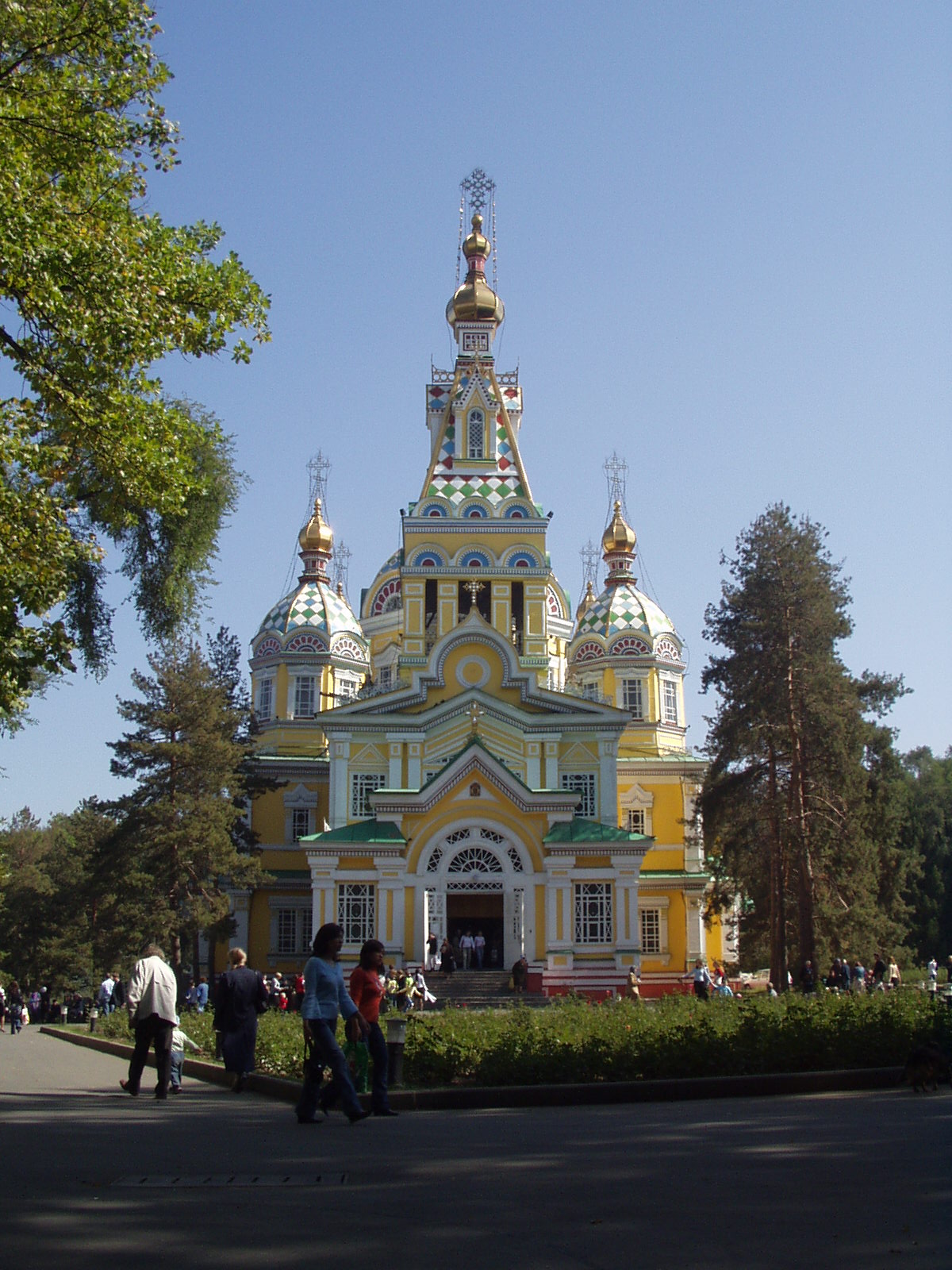
Catedral de la Ascensión (catedral ortodoxa), conocida también como Catedral de Zenkov, en Almatý.

Los ortodoxos representan el 21.4% de la población del país. La mayoría de los cristianos son ortodoxos de origen ruso, ucraniano o bielorruso. La ortodoxia es reconocida como una de las dos religiones principales en Kazajistán, junto con el Islam sunita. A pesar del declive demográfico de la comunidad de habla rusa, la Iglesia ortodoxa ha gozado de cierto dinamismo desde 1989 y el número de iglesias ha aumentado considerablemente desde 1989 (de 90 a 300), incluyendo la Catedral de la Asunción, en Astaná, inaugurada en 2006. Algunas son de gran interés patrimonial, como la Catedral de la Ascensión, en Almatý, construida en 1904 enteramente de madera.

## Catolicismo

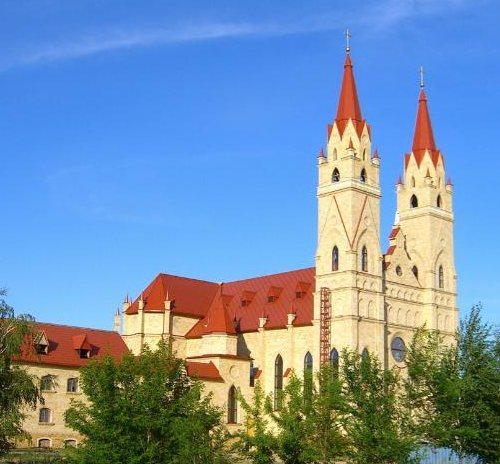
Catedral de Nuestra Señora de Fátima (catedral católica) en Karagandá.

El catolicismo es practicado por el 2.4% de la población de Kazajistán, en su mayoría descendientes de polacos y alemanes. En Kazajistán hay un centenar de iglesias católicas. El territorio está dividido entre la Arquidiócesis de Astaná, en el norte, con sus dos diócesis sufragantes: la Diócesis de Karagandá (donde el catolicismo se reinició en los años 90) en el este y la Diócesis de Almatý en el sur. La parte occidental del país es administrada por la Administración Apostólica de Atirau e incluye solo 3000 bautizados en 2008. El santuario nacional del catolicismo en Kazajistán es la Iglesia de Nuestra Señora de la Paz en Ozernoye, situada en Kazajistán septentrional. El papa Juan Pablo II visitó Kazajistán en 2001. El único seminario católico del país es el Seminario Mayor María Madre de la Iglesia, abierto en Karagandá en 1998. En el año 2022, el papa Francisco visitó el país durante dos días para asistir al VII Congreso de Líderes de Religiones Mundiales y Tradicionales, al cual fue invitado por las autoridades del país. Una vez allí, hizo un llamado a la paz y al diálogo interreligioso.

## Protestantismo
El protestantismo luterano es la religión tradicional de muchos alemanes deportados a Kazajistán en 1941. Desde 1991, muchas iglesias protestantes (bautistas, pentecostales, adventistas) se han establecido en Kazajistán, en más de 500 lugares de culto. Algunos de ellos están controlados por el gobierno kazajo (limitación de visados para misioneros, justificación para más de 5000 fieles), que quiere luchar contra la difusión de las "sectas" y mantener a la Iglesia ortodoxa como principal interlocutora de la comunidad cristiana. En total, el 2% de la población de Kazajistán es protestante o de una denominación cristiana que no sea católica u ortodoxa.